# رضا صياح
رضا بن سعيد صياح ( مواليد 19 يونيو 1989) لاعب كرة قدم جزائري. يلعب مع نادي مولودية الجزائر في الدوري الجزائري للمحترفين الدرجة الأولى.

## مسيرته الكروية
في يوليو 2011، وقع صياح عقدًا لمدة عامين مع نادي مولودية الجزائر . اكتشف النادي لأول مرة عندما واجهوا ناديه السابق، مولودية المخادمة، في الجولة الثانية من كأس الجزائر 2010-11. في 20 سبتمبر 2011، ظهر لأول مرة محترفًا مع النادي بديلًا في الدقيقة 87 في مباراة بالدوري ضد وفاق سطيف.